# 세르지오 미니카-게잔
세르지오 미니카-게잔(Sergio Mimica-Gezzan, 1956년 5월 2일 ~ )은 크로아티아 태생의 미국인 영화 및 텔레비전 감독이다. 스티븐 스필버그와 함께 조수로서 활동했다. 재구상된 배틀스타 갈락티카 (2004년 드라마)의 6개 에피소드, 히어로즈 (드라마)의 2개 에피소드, 레이즈드 바이 울브스의 2개 에피소드, 더 테러의 3개 에피소드, 대지의 기둥 (드라마)의 8개 에피소드 전부, 켄 폴릿의 소설 대지의 기둥의 텔레비전 각색판을 감독했다.
미니카-게잔의 다른 텔레비전 참여 작품으로는 인베이전 (2005년 드라마), 프리즌 브레이크, 세이빙 그레이스, 터미네이터: 사라 코너 연대기, 폴링 스카이 등이 있다. 2014년, 헤일로: 나이트폴 디지털 장편작을 감독했다.